# جان استوارت بوت
جان استوارت بوت (انگلیسی: John Stuart, 3rd Earl of Bute؛ ۲۵ مهٔ ۱۷۱۳ – ۱۰ مارس ۱۷۹۲) یک سیاست‌مدار اهل پادشاهی بریتانیای کبیر و نخست وزیر آن کشور بود.